# لانجانیست
لانجانیست (به ارمنی: Լանջանիստ) یک شهر در ارمنستان است که در استان آرارات واقع شده‌است. لانجانیست در  کیلومتری شمال آرتاشات، مرکز استان آرارات واقع شده است.

## خصوصیات
لانجانیست ۲۱۶ نفر جمعیت دارد و در ارتفاع  متر بالاتر از سطح دریا قرار گرفته است.